# Antechinus adustus
Antechinus adustus — вид из рода сумчатых мышей семейства хищные сумчатые. Эндемик Австралии.

## Научная классификация
Ранее считался подвидом бурой сумчатой мыши.

## Распространение
Обитает в тропической зоне австралийского штата Квинсленд, между хребтом Блувотер и плато Маунт-Уиндзор. Встречаются на высоте примерно в 600 м. Естественная среда обитания — высокогорные тропические леса, среднегодовое количество осадков в которых достигает 1500 мм.

## Внешний вид
Средний вес взрослой особи — 30-40 г. Длина тела — 90-120 мм, хвоста — 90-100 мм. Волосяной покров длинный, тёмно-коричневый, окаймлённый чёрным, коричневым цветом на брюхе и на холке. Хвост тонкий, светло-коричневого цвета, с чёрным кончиком.

## Образ жизни
Гнёзда устраивают в эпифитных папоротниках, а также в дуплах деревьев (как правило, в дуплах обитает несколько особей). Питаются молью, жуками и другими насекомыми, а также пауками, червями и маленькими позвоночными, ящерицами и лягушками. Кроме того, питаются падалью.

## Размножение
Период размножения длится с конца июня по конец июля. После оплодотворения самки самцы в колонии погибают к первой неделе августа. Сумка развита хорошо. Количество сосков у самки — 6. Детёныши остаются при матери в течение примерно 5 недель. Кормятся грудью до конца ноября.